# Batallas
Batallas è un comune (municipio in spagnolo) della Bolivia nella provincia di Los Andes (dipartimento di La Paz) con 19.897 abitanti (dato 2010).

## Cantoni
Il comune è suddiviso in 9 cantoni:
- Batallas
- Huancane
- Huayna Potosí
- Karhuisa
- Kerani
- Peñas
- Villa Asuncion Tuquia
- Villa Reemedios de Calasaya
- Villa San Juan de Chachacomani